# Polícia Militar do Estado do Pará
A Polícia Militar do Pará ( PMPA ) tem por função primordial o policiamento ostensivo e a preservação da ordem pública no Estado do Pará. Ela é Força Auxiliar e Reserva do Exército Brasileiro, e integra o Sistema Estadual de Segurança Pública e Defesa Social do Estado do Pará. Seus integrantes são denominados Militar Estaduais, assim também são denominados os membros do Corpo de Bombeiros Militar do Estado do Pará.

## Origem
A Polícia Militar do Estado do Pará (PMPA) é uma instituição militar de segurança pública, criada em 1818, no governo do Conde de Vila Flor. Ela então recebeu a denominação de Corpo de Polícia, sob o comando do Major Ajudante José Victorino de Amarante, do Corpo de Artilharia do Estado do Grão-Pará e Rio Negro. Anteriormente à criação do Corpo de Polícia, o Conde de Vila Flor, Antônio José de Souza Manuel de Menezes Sevarin de Noronha, criou em 1817 o Esquadrão de Cavalaria Miliciana, que teve como primeiro comandante o major Joaquim Mariano de Oliveira Bello, tio materno do Duque de Caxias (a mãe do Duque de Caxias, a Senhora Mariana Cândida de Oliveira Bello, era irmã do major). Não se tem dados precisos se esta unidade hipo constitui posteriormente o Corpo de Polícia.

## Surgimento das Polícias Militares
A história das forças policiais no Brasil remonta ao período colonial, com destaque para a Capitania de Minas Gerais. Em 1775, foi criado o Regimento Regular de Cavalaria de Minas (RRCM), considerado a célula mater da Polícia Militar de Minas Gerais (PMMG). Essa reorganização substituiu os antigos terços por corpos auxiliares organizados em regimentos, que atuavam em atividades internas como patrulhamento, repressão e manutenção da ordem pública. Esses regimentos foram empregados, por exemplo, na destruição do Quilombo de Campo Grande, evidenciando seu papel no controle social da época.
Com a vinda da família real portuguesa para o Brasil, a Guarda Real de Polícia permaneceu em Portugal, sendo criada outra equivalente no Rio de Janeiro, com a denominação de Divisão Militar da Guarda Real de Polícia, em 13 de maio de 1809.
Em 1775, a instituição do Regimento Regular de Cavalaria de Minas (RRCM) pela então Capitania de Minas Gerais estabeleceu as bases para o surgimento da Polícia Militar de Minas Gerais (PMMG). Essa formação é reconhecida como a mais antiga corporação policial militar em nível estadual no Brasil. Sua organização inovadora, ao exercer tarefas de ronda, salvaguarda dos caminhos reais e manutenção da ordem, tornou-se um paradigma para a estruturação de outras futuras corporações militares em diferentes províncias. Desse modo, o sistema implementado em Minas Gerais antecedeu por muitos anos a fundação de outras polícias militares estaduais, solidificando-se como um marco histórico e institucional para o desenvolvimento dessas forças em todo o país.
A Polícia Militar de Minas Gerais é entendida como a mais antiga expressão de força policial estruturada no Brasil, anterior à criação da Guarda Real de Polícia no Rio de Janeiro em 1809. Assim, conclui-se que a Polícia Militar de Minas Gerais é a polícia militar mais antiga do Brasil. Ademais, a legislação imperial registra a criação de outros corpos policiais nas províncias, como em 1818 no Pará, em 1820 no Maranhão, em 1825 na Bahia e em Pernambuco, e em 1834 no Espírito Santo.

## Atuação Bélica
A PMPA teve destacada participação em muitos momentos críticos na história do Estado do Pará e do Brasil. Entre tais movimentos bélicos se destacam: a Cabanagem; a Guerra do Paraguai; a Campanha de Canudos; o combate aos revolucionários tenentistas nos levantes de 1922, 1924, 1926 e 1930.
Na Guerra do Paraguai encaminhou duas tropas para combater em solo paraguaio, denominadas de 1º e 2º Corpo Paraense de Voluntários da Pátria.

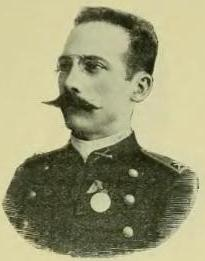
Antônio Sérgio Dias Vieira da Fontoura

Na Campanha de Canudos, nos sertões da Bahia, enviou o Regimento Militar do Estado, uma força armada comandada pelo Coronel Sotero de Menezes e no subcomando o Tenente-coronel Antônio Sérgio Dias Vieira da Fontoura. Nesse episódio, no dia 25 de setembro de 1897, o Coronel Antônio Sérgio Dias Vieira da Fontoura consagrou-se no comando dos 1º e  2º Corpos do Regimento Militar do Estado, ao abrir caminho para vitória das forças expedicionárias contra Antônio Conselheiro e seus seguidores. A assunção do Comando dessa tropa por Fontoura deveu-se ao ferimento do su comandante o Coronel Sotero de Menezes.
Em 1900, o Coronel Fontoura assumiu o comando da corporação, tido como o seu segundo Comandante-geral e o herói de Canudos. Deixou o cargo em 1911 e em 1925 foi definido como o Patrono da Corporação.
Tradicionalmente se comemora em 25 de setembro o Dia da Força Pública, alusão ao combate de 25 de Setembro de 1897, no Arraial de Canudos. As comemorações alusivas a este dia na PMPA são marcadas pela entrega da medalha do mérito Coronel Fontoura, desfile de tropa, promoções militares, e por inúmeros outros eventos que estão dentro da "Semana da Polícia Militar do Pará" (corrida de rua, passseio ciclístico, prova hípica, noite cultural). Entre os eventos noturnos merece destaque os bailes: "Das Estrelas" (Oficiais) e "Das Divisas" (Praças), onde os círculos hierárquicos se confraternizam pelas promoções.

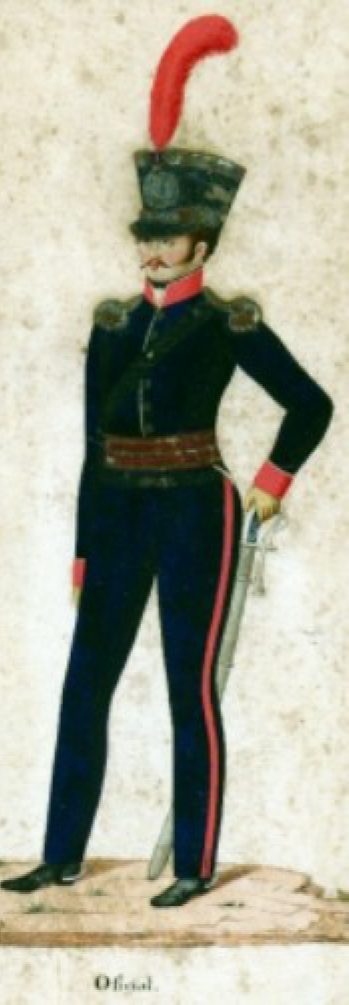
Uniforme do Corpo de Cavalaria do Pará - 1817.

Os períodos de 1920 a 1930 envolveram corporação nos esforços de combater os militares tenentistas; vindo em um desses combates a morrer um tenente da PM  e o Capitão do Exército Augusto Assis de Vasconcelos (nome de uma avenida em Belém).
Com a vitória do movimento, na Revolução de 1930, a Força Pública do Estado foi extinta, sendo substituída em suas funções pela Guarda Civil; contudo dois anos depois o Interventor Magalhães Barata teve de acionar os ex-integrantes da Força Pública para conter o motim em que se encontravam os guardas-civis e os estudantes que aderiram ao movimento constitucionalista de 1932. Então a corporação, aos poucos, vai retomando a dinâmica e o espaço que lhe eram devidos. Assim, é criada a Companhia de Estabelecimento, embrião da reestruturação da Polícia Militar paraense.
Mais dois anos se passaram até que a polícia militar foi reativada e instalada no prédio que situado na Avenida Alcindo Cacela, esquina com Rua Fernando Guilhon, bairro da Cremação, em Belém.
No período de 1935 a 1964 a PMPA foi se consolidando no Estado como uma espécie de exército estadual e com o Golpe Militar de 1964 ganha relevância no sufocamento de greves e manifestações estudantis e de trabalhadores que lutavam contra o Regime Militar. Contudo, essa mesma polícia gozava de prestígio popular, pois em seus quartéis eram frequentes a participação do público em eventos militares, bem como existiu no final da década de 60 e anos 70 um corpo infantil de militares, denominados de "Guarda-Mirim".

## Interiorização
Em que pese a visão de que a prioridade nos anos de 1980 era a defesa do Estado, a corporação não se furtou a aturar e espraiar sua atuação pelo interior do Estado. Assim, de apenas 3 unidades militaress: BD (Batalhão de Destacamento), BG (Batalhão de Guardas) e EPMont (Esquadrão de Cavalaria), a corporação executa a interiorização de sua tropa. Nascem assim os demais Batalhões: 3º BPM (Santarém); 4º BPM (Marabá); 5º BPM (Castanhal); 6º BPM (Choque / Patam); 7º BPM (Redenção) etc.
As necessidades do período (1970-1980) giravam em torno da maior presença da PM no campo, acometido por crescentes conflitos fundiários, consequência direta da grande leva de migrantes que atenderam ao chamado do governo federal de ocupar a região, bem como a atração proporcionada pelos grandes projetos: construção da hidrelétrica de Tucuruí, instalação de empresas mineradoras: ALBRAS-ALUNORTE, exploração de bauxita, manganês, projeto Grande Carajás, além da atratividade do maior garimpo a cáu aberto do mundo "Serra Pelada".

## PM-Box
Paralelo ao processo de interiorização da segurança pública, a PM dos anos 80 incrementou o seu efetivo com o ingresso das mulheress em seus quadros e com a instalação de uma nova forma de policiamento: o PM-BOX. No ao de 1980, com a visita de um grupo de oficiais ao Japão, o Tenente-coronel Rocha trouxe a ideia de implantar o sistema de Kobans. Assim, foi criado o sistema de PM-BOX, cabines de fibras, com rádio HT e alojamento; onde os policiais militares prestavam serviço.
O Sistema de PM-Box tornou-se um modelo de policiamento e ao longo dos anos de 1990 iniciou-se a implantação do policiamento comunitário, através do Projeto POVO (policiamento ostensivo volante); o qual no início do século XXI transmutou os PM-Box em Posto Avançado de Polícia Comunitária (PAPC) e Destacamento Especial de Polícia Comunitária (DEPC). E os anos de 1990-2010 demarcaram a mudança de paradigmas da PMPA, onde o policiamento comunitário foi ganhando destaque como também o policiamento especializado e de missões especiais.

## Eldorado dos Carajás
Triste episódio que marcou a corporação foi o conflito armado com o movimento dos trabalhadores sem terra, em Eldorado dos Carajás, em 1996, com saldo de dezenove trabalhadores mortos e vários policiais feridos; dentre os quais, um perdeu a visão. Contudo, esse episódio desencadeou modificações substanciais na estrutura da PMPA, pois estimulou a criação do Comando de Missões Especiais, grande comando militar estadual que congrega todas as tropas de intervenção como o Batalhão de Choque, a Cavalaria, o Canil e a Companhia de Operações Especiais, dentre outras OPMs.
A atuação do CME está pautada na necessidade que o Estado e a Polícia Militar tem em possuir uma tropa de intervenção que ao mesmo tempo em que concentre alto poder dissuasório, tenha também controle total sobre suas ações tanto nas ações de tropa devidamente comandandas, como indvidualmente os seus integrantes devem possuir características que estejam acima da média no que concerne ao equilíbrio emocional, auto-controle, agressividade controlada, iniciativa, poder de concentração e decisão, vigor físico e cultura intelectual.
As tropas de Missões Especiais da PM do Pará estão entre as melhores do Brasil, principalmente quando o assunto é o cumprimento de mandados de reintegração de posse rurais e urbanas, pois a tropas agem em conjunto, de maneira coordenada e primam pela resolução pacífica dos conflitos.
A qualificação profissional fez surgir na PMPA inúmeros cursos que qualificam seus componentes para a atuação em missões especiais: Curso de Ações de Choque, Curso de Operações de Choque, Curso de Intervenções em Movimentos Sociais, Curso de Tropa Montada, Curso de Cinotecnia, Curso de Adestramento Básico d Cães, Curso de Assalto Tático, Curso de Ações Táticas Especiais, Curso de Força Tática, Curos Operacional de Rotam, entre outros. 

## Reestruturação
A nova reestruturação da PMPA se deu em 2014, quando a Lei de Organização Básica passou por revisões na Assembleia Legislativa e o efetivo previsto passou de 13mil para 30mil policiais militares e novas unidades foram criadas como a UREAB (Unidade de Reabilitação), o SAR (Serviço de Assistência Religiosa), o Museu e o Arquivo Geral da PM entre outras.
As reformas recentes na legislação da PMPA permitiram que o ingresso para a carreira de Oficial PM tivesse como requisito a formação superior em qualquer área do conhecimento, bem como a carreira melhor estruturada permite que o Soldado PM seja promovido a Cabo PM após 06 (seis) anos de serviço como Soldado PM e, consequentemente, o Cabo PM possa ser promovido a 3º Sargento após mais seis anos de serviço na graduação de Cabo.
A carreira das praças tem início com o ingresso, por concurso público, no Curso de Formação de Praças - CFP e, para os Oficiais, no CFO (Curso de Formação de Oficiais PM) Há também os cursos de Habilitação a Oficiais - CHO e o Curso de Adaptação de Oficiais (CADO).

## Esportes
A corporação tem no esporte um dos pilares de sustentação do espírito de corpo, cooperação, integração e unidade, uma vez que nas práticas desportivas tais atributos são cultuados e valorizados.
Conforme sustenta GAUDÊNCIO (2016): 
A participação dos militares na difusão dos esportes, no início do século XX, na capital paraense, é percebida nos clubes suburbanos e seus festivais, assim como nos Clubes considerados elegantes.
Inicialmente, até a década de 1920, o discurso estava mais voltado para uma representação das elites locais. Com o decorrer dos anos, a participação das camadas populares nas práticas desportivas levou o esporte a ser pensado como uma forma de “adestramento” para defesa da nação. Essa ideia ficou mais fortalecida no Brasil a partir dos anos de 1920 a 1930 (Museu Digital da PMPA, 2016) .
Entre as diversas manifestações esportivas se destacam "A Corrida Coronel Fontoura" ou como antes era denominada "Volta da Cidade", evento que congrega a quase cinquenta anos os corredores de rua na capital do estado do Pará. As provas de corrida representam para os militares estaduais uma forma de demonstração de congraçamento e espírito esportivo, ligando diversas gerações de policiais militares. Dentre os policiais militares que se destacaram no esporte está o Capitão PM Abelardo, maior corredor da PM, o qual estudou Educação Física e foi Professor da Escola Superior de Educação Fisica (ESEF), campus da Universidade do Estado do Pará.

## Denominações
- Guarda Militar de Polícia - 1820;
- Corpo de Municipais Permanentes - 1831;
- Corpo de Polícia do Pará - 1836;
- Corpo Principal de Caçadores de Polícia - 1847;
- Corpo Paraense de Voluntários da Pátria - 1865;
- Corpo Militar de Polícia do Pará - 1885;
- Regimento Militar do Estado - 1894;
- Brigada Militar do Estado - 1905;
- Força Pública do Estado Pará - 1930;
- Polícia Militar do Estado do Pará[5] - 1935.

## Estrutura Operacional
- Comando de Policiamento da Capital 1 (CPC 1) - Belém
- Comando de Policiamento da Capital 2 (CPC 2) - Belém
- Comando de Policiamento da Região Metropolitana (CPRM) - Ananindeua
- Comando de Policiamento Especializado (CPE) - Belém
- Comando de Missões Especiais (CME) - Belém
- Comando de Policiamento Ambiental (CPA)
- Comando de Policiamento Regional I (CPR I) - Santarém
- Comando de Policiamento Regional II (CPR II) - Marabá
- Comando de Policiamento Regional III (CPR III) - Castanhal
- Comando de Policiamento Regional IV (CPR IV) - Tucuruí
- Comando de Policiamento Regional V (CPR V) - Redenção
- Comando de Policiamento Regional VI (CPR VI) - Paragominas
- Comando de Policiamento Regional VII (CPR VII) - Capanema
- Comando de Policiamento Regional VIII (CPR VIII) - Altamira
- Comando de Policiamento Regional IX (CPR IX) - Abaetetuba
- Comando de Policiamento Regional X (CPR X) - Itaituba
- Comando de Policiamento Regional XI (Cpr XI) Salvaterra
- Comando de Policiamento Regional XII (CPR XII) - Breves
- Comando de Policiamento Regional XIII (CPR XIII) São Félix do Xingu
- Comando de Policiamento Regional XIV (CPR XIV) Parauapebas